# Antoine Livio
Antoine Livio est journaliste, musicologue et critique de danse suisse né à Lausanne le 10 avril 1937 et mort à Salzbourg le 25 janvier 2001.
Il a été chroniqueur musical à la Radio suisse romande, à France Musique et à France Culture, chroniqueur de danse à la Tribune de Lausanne et au Journal de Genève. Il a fondé l'association Presse musicale internationale (PMI).
Il est enterré au cimetière du Père-Lachaise (13e division).

## Œuvres
- Béjart, Les Éditions L'Âge d'Homme, Lausanne, 1970 [extrait en ligne]
- Le Ballet. Répertoire de 1581 à nos jours (présentation), Paris, Denoël, 1979
- L’œuvre lyrique de Richard Wagner, Le Chemin vert, Paris 1983
- Conversations avec Marcel Landowski, Paris, Denoël, 1998